# Thesium capituliflorum
Thesium capituliflorum är en sandelträdsväxtart som beskrevs av Otto Wilhelm Sonder. Thesium capituliflorum ingår i släktet spindelörter, och familjen sandelträdsväxter. Inga underarter finns listade i Catalogue of Life.